# Marian Borkowski – Choral Works
Marian Borkowski: Choral Works – album muzyki współczesnej z kompozycjami Mariana Borkowskiego w wykonaniu Polskiego Chóru Kameralnego Schola Cantorum Gedanesis pod dyrekcją Jana Łukaszewskiego. Został wydany przez Dux w 2013 r. (numer katalogowy 0995). Utwory numer 2, 3, 4, 10, 11, 12, 13 zostały nagrane premierowo. Płyta przyniosła Polskiemu Chórowi Kameralnemu 18. nominację do nagrody Fryderyka – w kategorii muzyki poważnej "Album Roku – Muzyka Współczesna". Marian Borkowski odebrał osobiście Fryderyka 2014 za zwycięstwo w kategorii Najwybitniejsze Nagranie Muzyki Polskiej.

## Lista utworów
| 1.  | "Libera Me I" (2005) | 4:24  |
|     | |       |
| 2.  | "Mater Mea" (1982) słowa: Krzysztof Kamil Baczyński                                                                         | 3:43  |
|     | |       |
| 3.  | "Lux" (2010) | 3:56  |
|     | |       |
| 4.  | "Kołysanka I" / "Lullaby I" (1970)                                                                                          | 4:53  |
|     | |       |
| 5.  | "Regina Caelli" (1995) | 5:20  |
|     | |       |
| 6.  | "Kolęda II 'Bóg przyszedł na świat'" / "Christmas Carol II 'God came to the World'" (2010) słowa: Anna Bernat, Jan Węcowski | 3:40  |
|     | |       |
| 7.  | "Ave· Alleluia · Amen" | 6:43  |
|     | |       |
| 8.  | "Adoramus" (1991) | 5:01  |
|     | |       |
| 9.  | "Kolęda I 'Aby miłość stała się'" / "Christmas Carol 'I Love Incarnate'" (1995) słowa: Anna Bernat, Jan Węcowski            | 3:19  |
|     | |       |
| 10. | "Gloria II" (2012) | 3:46  |
|     | |       |
| 11. | "Kołysanka II" / "Lullaby II" (2012)                                                                                        | 3:29  |
|     | |       |
| 12. | "Pater noster" (2011) | 3:59  |
|     | |       |
| 13. | "Sanctus" (2009) | 4:00  |
|     | |       |
|     | | 56:13 |
|     | |       |